# Uroleucon formosanum
Uroleucon formosanum är en insektsart som först beskrevs av Takahashi, R. 1921.  Uroleucon formosanum ingår i släktet Uroleucon och familjen långrörsbladlöss.

## Underarter
Arten delas in i följande underarter:
- U. f. formosanum
- U. f. crepidis